# HK Sokil Kiew
Der HK Sokil Kiew (ukrainisch ХК Сокіл Київ/ HK Sokil Kyjiw; russisch ХК Сокол Ки́ев) ist ein ukrainischer Eishockeyklub aus Kiew, dessen Herrenmannschaft zuletzt bis 2014 in der Ukrainischen Eishockeyliga spielte. Über mehrere Jahre nahm die Mannschaft an der East European Hockey League (EEHL) und der belarussischen Extraliga teil. Der Klub trägt seine Heimspiele im Sportpalast Kiew aus, der 7.200 Zuschauern Platz bietet.

## Geschichte
Der Klub wurde 1963 als Dinamo Kiew gegründet und nutzte diesen Namen bis 1973. 1970 stieg die erste Mannschaft aus der höchsten sowjetischen Liga in die zweite Liga ab. Ab 1977 übernahm Anatoli Bogdanow das Traineramt bei Sokol und führte das Team 1979 zurück in die erste sowjetische Spielklasse. 1985 belegte der Klub den dritten Rang in der sowjetischen Meisterschaft und hielt sich bis 1992 in dieser Liga. 1986 erreichte Sokol zudem das Finale des Spengler Cups.
Nach dem Zusammenbruch der Sowjetunion nannte sich der Klub zunächst Sokil Eskulap (ukrainisch Сокіл-Ескулап, russisch Сокол-Эскулап), bevor man 1993 wieder zum alten Namen zurückkehrte.  Zwischen 1995 und 2004 nahm Sokol an der EEHL teil und gewann dessen Meisterschaft 1998 und 1999. Nach Auflösung der EEHL 2004 nahm der Klub bis 2007 an der offenen belarussischen Extraliga teil, bevor er 2007 in die russische Wysschaja Liga aufgenommen wurde. Im Zuge der Einführung der Kontinentalen Hockey-Liga wurde der HK Sokol Kiew als mögliches Erweiterungsteam für die Saison 2009/10 benannt.
Zur Saison 2011/12 wurde der HK Sokol Kiew als Gründungsmitglied in die erstmals ausgetragene neue höchste ukrainische Spielklasse, die Professionelle Hockey-Liga, aufgenommen.
Ab 2013 hatte der Verein massive finanzielle Probleme, so dass während der Saison 2013/14 Spielergehälter nicht gezahlt wurden, die Spieler in einen Streik traten und daher viele Spiele wegen Nichtantritts gewertet wurden. Der Spielbetrieb der Herrenmannschaft wurde im Sommer 2014 eingestellt.

## Erfolge
Der Verein gewann bisher 14 mal die ukrainische Meisterschaft – 1993, 1995, 1997 bis 1999, 2003 bis 2006, 2008, 2009, 2010, 2023 und 2024. Zudem gewann die Mannschaft 1998 und 1999 die EEHL sowie 1989 den Tampere Cup.

## Bekannte ehemalige Spieler

Logo von 1963 bis 2008

- Dmytro Chrystytsch (1985–1991, Weltmeister 1990)
- Ruslan Fedotenko (1995–1996)
- Jurij Nawarenko (1998–2001, 2004–2006, 2008–2009)
- Wadym Kulabuchow (1988–1993)
- Witalij Lachmatow
- Alexei Schitnik (1989–1991)
- Walerij Schyrjajew
- Michail Tatarinow (Weltmeister 1990)

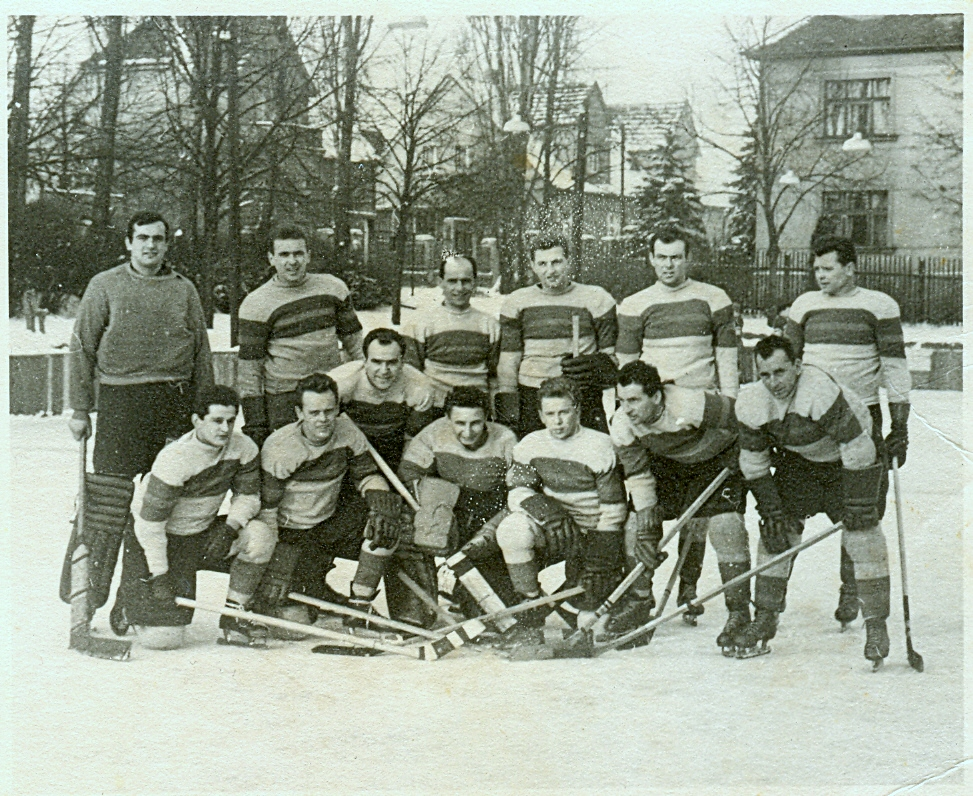
1963
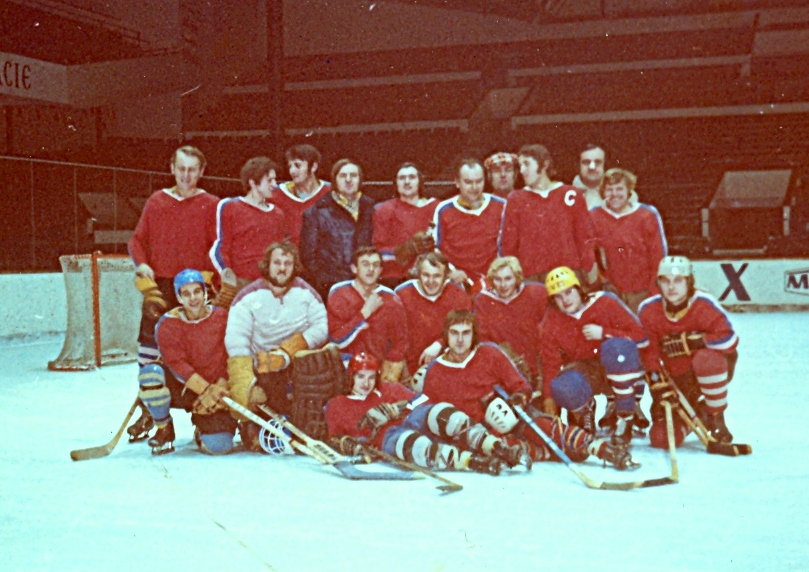
1975
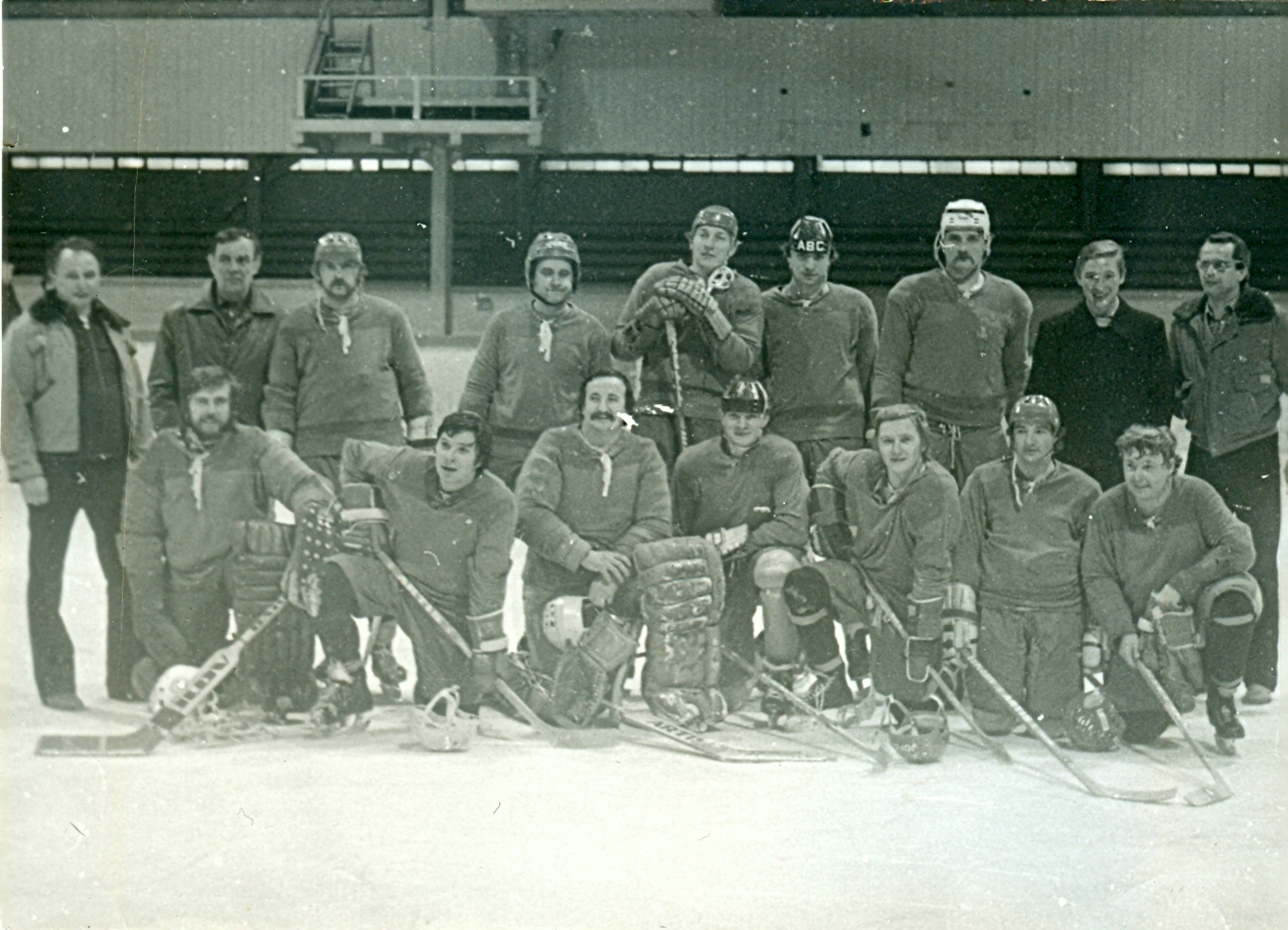
1981
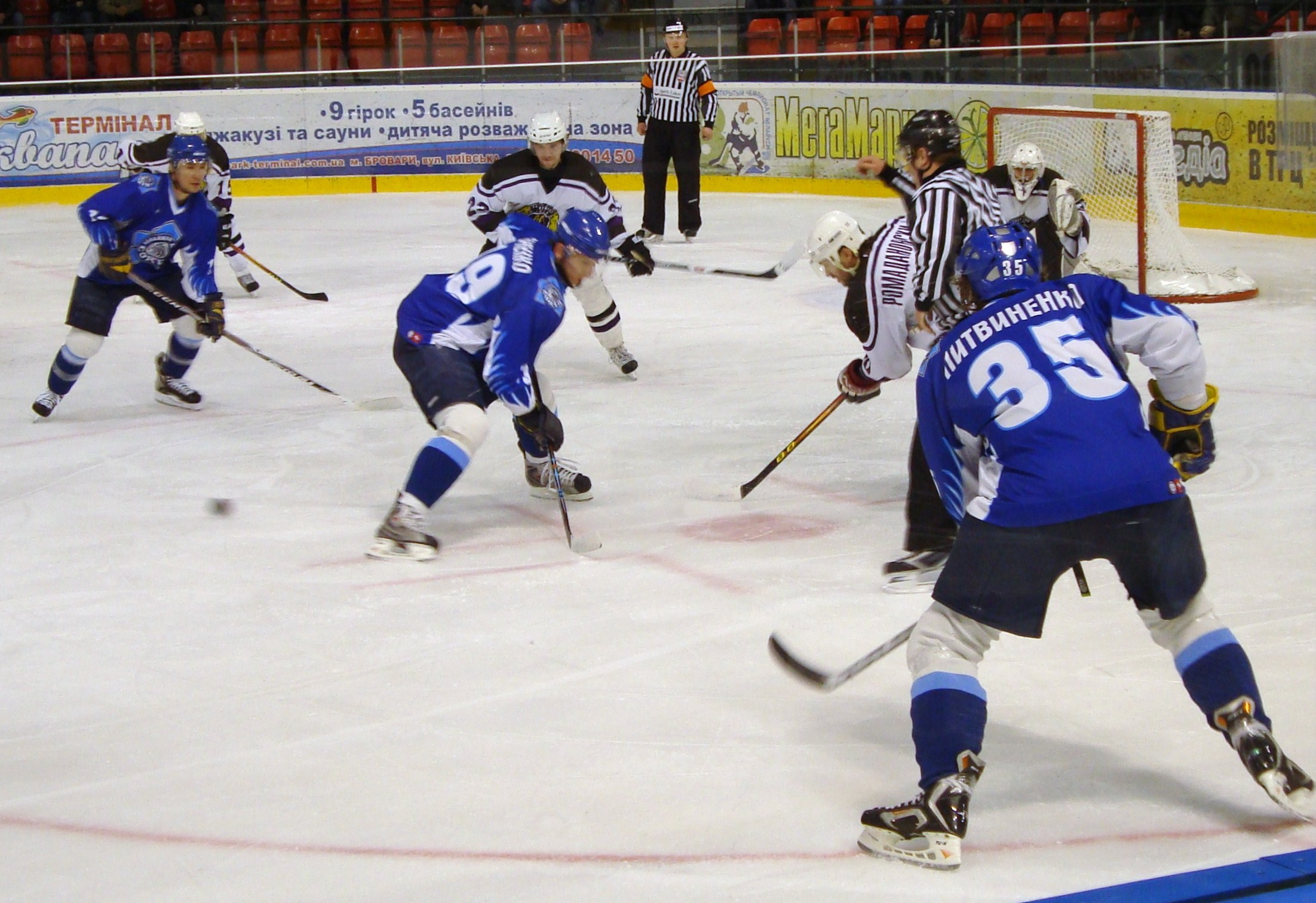
2010